# Kronsild
Als Kronsild, Kronsillinge, Kronsardinen oder Russische Sardinen (in Österreich auch Russen) werden junge, in einer Marinade eingelegte Heringe bezeichnet. Die ausgenommenen Heringe werden nicht entgrätet, aber geköpft. Die Marinade besteht üblicherweise aus Wasser, Branntweinessig, Salz, Senfkörnern und Zucker, bei industriell hergestelltem Kronsild können auch Aromen und Süßstoffe zugesetzt sein.
Die jungen Heringe werden vorwiegend als Beifang gewonnen.